# Women Torres Calcio
L'Associazione Sportiva Dilettantistica Women Torres Calcio, nota semplicemente come Torres Femminile, o solamente Torres, è una società calcistica femminile con sede a Sassari. Fondata nel 1980, ha militato in Serie A dal 1990 al 2015, quando non si è iscritta al campionato per inadempienze finanziarie. Attualmente milita nella Serie C.
Nel suo palmarès può vantare la conquista di sette campionati italiani, otto Coppe Italia e sette Supercoppe italiane, per un totale di ventidue trofei che ne fanno la squadra più titolata del panorama nazionale.
Nella stagione 2014-2015 ha partecipato alla massima serie come sezione femminile della S.E.F. Torres 1903. Nell'estate 2015 la società è stata sciolta. Nell'autunno dello stesso anno è stata fondata una nuova società che si è posta in continuità con la società sciolta qualche mese prima.

## Storia

### Gli inizi

Una formazione della Woman Sassari nella stagione 1991-1992

Il club nasce nel 1980 con denominazione A.C.F. Delco Costruzioni di Sassari e si affilia alla F.I.G.C.F. e inizia l'attività sportiva nella stagione 1981 iscrivendosi al campionato di Serie C.
Nel 1989, il C.U.S. Sassari (la futura Torres) vince il campionato sardo di Serie C e ottiene la promozione in Serie B. la stagione successiva approda in Serie A. Già nella prima stagione, la Woman Sassari vince la Coppa Italia. Nella stagione 1993-1994 arriva il primo scudetto, grazie anche ai gol di Carolina Morace e, nella stagione successiva, la seconda Coppa Italia.

### I successi
Tra il 1999 e il 2005, la Torres vince altri due scudetti, quattro Coppe Italia, due Supercoppe italiane e la Italy Women's Cup, oltre a stabilire il record di 38 vittorie consecutive in gare ufficiali tra campionato e Coppa Italia. La Torres è stata la prima squadra italiana a partecipare alla UEFA Women's Cup, la versione femminile della Coppa Campioni.
Nel 2008, dopo essere arrivata seconda in campionato, la Torres si aggiudica la sua settima Coppa Italia battendo il Bardolino Verona nella finale di ritorno per 1-0, rimediando così alla sconfitta dell'andata per 3-2. Nell'estate del 2009, a Taormina, si aggiudica la Supercoppa battendo 2-1 il Bardolino Verona.

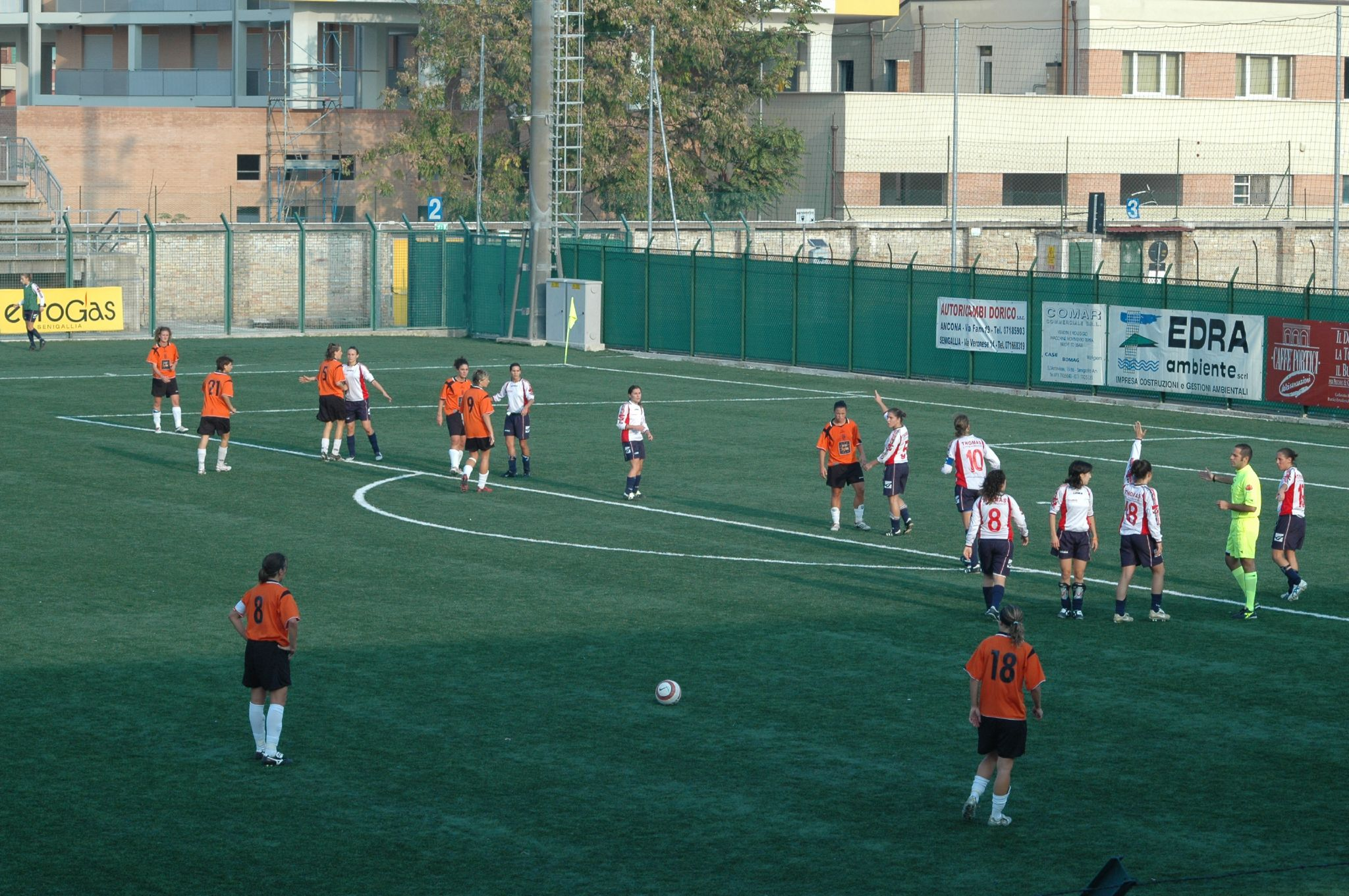
Una partita della Serie A 2006-2007 contro la

Nel campionato 2009-2010 vince il suo quarto scudetto dominando il campionato sin dalla prima giornata, oltre alla Supercoppa, ma perde la finalissima di Coppa Italia. A coronamento di una grande stagione, arriva ai quarti di finale di Champions League (miglior piazzamento della storia per la squadra sarda). La stagione successiva realizza un treble, vincendo la Supercoppa, scudetto e Coppa Italia. Nella stagione successiva, realizza un double, vincendo campionato e Supercoppa, ma uscendo in semifinale di Coppa Italia. All'avvio della stagione 2012, si aggiudica subito la Supercoppa.
Dopo la conclusione della stagione 2013-2014 che nonostante il conseguimento di un trofeo, la Supercoppa, due secondi posti (Campionato e Coppa Italia) ed il raggiungimento dei quarti di finale della Champions League è considerata sotto le aspettative, nel giugno 2014 il presidente Leonardo Marras decide di dare le dimissioni e non viene rinnovata la fiducia all'allenatrice Manuela Tesse.
Nel giugno 2014 la Torres femminile cambia denominazione, entrando a far parte della società, fino ad allora solamente maschile, S.E.F. Torres 1903, la principale squadra calcistica di Sassari. La direzione tecnica è affidata al nuovo allenatore Mario Silvetti, il quale resterà fino ai primi di novembre dando le dimissioni per motivi personali. Gli subentra provvisoriamente Mario Pompili, preparatore dei portieri, con il quale si presenta alla partita di ritorno degli ottavi di finale di Champions.

### L'esclusione dal campionato
Nel settembre 2015 viene resa nota la mancata iscrizione della squadra al campionato di Serie A per inadempienze finanziarie. La società non ha iscritto la squadra in alcun altro livello del campionato nazionale, dichiarando così la propria inattività. L'affiliazione della società alla FIGC è, successivamente, decaduta nel novembre 2017.

### Fondazione della nuova società
Nell'aprile 2016 viene costituita una nuova società sportiva, A.S.D. F.C. Sassari Torres Femminile con sede a Sassari e alla presidenza della quale viene eletto Andrea Budroni; sotto la sua presidenza la società ha presentato domanda di ripescaggio al campionato di Serie B, ma la società è stata esclusa dal ripescaggio perché non aveva maturato almeno tre anni di affiliazione FIGC come da regolamento. La squadra è stata poi iscritta al girone sardo del campionato di Serie C. Il girone, formato da tre sole squadre, ha visto vincere con facilità la Sassari Torres Femminile, che è stata così promossa in Serie B. La partecipazione al campionato di Serie B 2017-2018 si è concluso con un decimo posto nel girone C e la conseguente retrocessione nel nuovo campionato di Serie C, organizzato su base interregionale. Inserita nel girone C, la squadra completa il campionato di Serie C al quarto posto. Nella successiva stagione, 2019-2020, stagione sportiva anomala per via della sospensione dei campionati dovuta alla pandemia di COVID-19, la Torres ha concluso al secondo posto il girone C di Serie C. Nella stagione 2020-2021 è tornato alla guida della squadra Salvatore Arca il quale, con uno staff dirigenziale di prim'ordine e una forte squadra, riporta la Torres Femminile a vincere il campionato di serie C girone C ottenendo la promozione diretta nella serie cadetta. Durante la stagione che porta alla promozione in Serie B emergono le calciatrici Adriana Gomes che con i suoi 29 gol vince la classifica marcatrici del girone, Jelena Marenic (20 gol) e Giusy Bassano (15 gol); oltre alle sarde Valentina Congia, capitan Maria Grazia Ladu e Antonia Peddio. Nella stagione 2021-22 la Torres Femminile partecipa al campionato nazionale di serie B. Dopo aver disputato due stagioni consecutive in cadetteria, la società ha rinunciato all'iscrizione al campionato nell'estate 2023.
Dopo la rinuncia alla Serie B, la società è stata dichiarata inattiva. Nel frattempo, è stata fondata la Women Torres Calcio, che è stata iscritta nel girone regionale sardo dell'Eccellenza ed ha raccolto l'eredità della F.C. Sassari Torres Femminile. Al suo primo anno vince il campionato regionale e viene promossa in Serie C.

## Palmarès

### Competizioni nazionali
- Campionato italiano: 7  (record)

1993-1994, 1999-2000, 2000-2001, 2009-2010, 2010-2011, 2011-2012, 2012-2013
- Coppa Italia: 8  (record)

1990-1991, 1994-1995, 1999-2000, 2000-2001, 2003-2004, 2004-2005, 2007-2008, 2010-2011
- Supercoppa italiana: 7  (record)

2000, 2004, 2009, 2010, 2011, 2012, 2013
- Campionato italiano di Serie B: 1

1989-1990
- Campionato italiano di Serie C: 1

2020-2021

### Altre competizioni
- Italy Women's Cup: 2  (record)

2004; 2008

### Altri piazzamenti
- Campionato italiano:

Secondo posto: 1994-1995, 1996-1997, 1998-1999, 2003-2004, 2004-2005, 2007-2008, 2008-2009, 2013-2014
Terzo posto: 2002-2003
- Coppa Italia:

Finalista: 2002-2003, 2006-2007, 2008-2009, 2009-2010, 2013-2014
Semifinalista: 2001-2002, 2011-2012, 2012-2013
- Supercoppa italiana:

Finalista: 2001, 2006, 2008

## Statistiche e record

### Partecipazioni ai campionati
Sono considerati solo i campionati organizzati a livello nazionale o interregionale.
| Livello | Categoria  | Partecipazioni | Debutto   | Ultima stagione | Totale |
| ------- | ---------- | -------------- | --------- | --------------- | ------ |
| 1º      | Serie A    | 25             | 1990-1991 | 2014-2015       | 25     |
| 2º      | Serie B    | 4              | 1989-1990 | 2022-2023       | 4      |
| 3º      | Serie C    | 4              | 2018-2019 | 2024-2025       | 5      |
| 4º      | Eccellenza | 1              | 2023-2024 | 2023-2024       | 1      |